# Homesick (album)
Homesick jest trzecim studyjnym albumem A Day to Remember's. Album został wypuszczony 2 lutego w Europie, 3 lutego w Stanach Zjednoczonych i został umieszczony na 21 miejscu Billboard's Top 200 Listings i na 1 miejscu Top Independent Albums 21 lutego. Album został wyprodukowany przez Chada Gilberta z New Found Glory i zmiskowany przez Adama Dutkiewicza z Killswitch Engage. W październiku 2008 roku piosenka "Wax Larry" pojawiła się na Myspace zespołu, która była demem "I'm Made Of Wax, Larry, What Are You Made Of?".
Pierwszym singlem został utwór "NJ Legion Iced Tea". Drugim singlem został "The Downfall Of Us All", do którego został nagrany teledysk.

## Lista utworów
1. "The Downfall Of Us All" – 3:26
2. "My Life For Hire" – 3:33
3. "I'm Made Of Wax, Larry, What Are You Made Of?" – 3:00
4. "NJ Legion Iced Tea" – 3:31
5. "Mr. Highway's Thinking About The End" – 4:15
6. "Have Faith In Me" – 3:08
7. "Welcome To The Family" – 3:00
8. "Homesick" – 3:56
9. "Holdin' It Down For The Underground" – 3:23
10. "You Already Know What You Are" – 1:27
11. "Another Song About The Weekend" – 3:45
12. "If It Means A Lot To You" – 4:04

## Personel

### Zespół
- Jeremy McKinnon – wokal
- Neil Westfall – gitara
- Tom Denney – gitara
- Joshua Woodard – gitara basowa
- Alex Shellnutt – perkusja
- Jarrod Birch - waltornia

### Gościnne wokale
- Mike Hranica z The Devil Wears Prada w "I'm Made Of Wax, Larry, What Are You Made Of?"
- Vincent Bennett z The Acacia Strain w "Welcome To The Family"
- Sierra Kusterbeck z VersaEmerge w "If It Means A Lot To You"